# Daredevils of the Red Circle
Daredevils of the Red Circle é um seriado estadunidense de 1939, em 12 capítulos, produzido pela Republic Pictures, e estrelado por Charles Quigley, David Sharpe, Herman Brix (mais conhecido por seu nome subsequente, Bruce Bennett) e Charles B. Middleton. Foi dirigido por William Witney e John English e é considerado como um dos melhores seriados produzidos pela Republic, sendo o 14º dos seus 66 seriados.

## Sinopse
Um criminoso fugitivo, conhecido como Harry Crowl – mas que prefere ser chamado pelo seu número de prisão 39013 (pronuncia-se Trinta e Nove - O - Treze) – procura se vingar do homem que o mandou para a prisão, o milionário e filantropo Horácio Granville, seu ex-patrão. Ele seqüestra Granville, aprisiona-o dentro de sua própria casa e se disfarça para tomar seu lugar, um frágil e velho homem em uma sala higienizada e isolada, necessária para a sua saúde e onde a única pessoa autorizada a ultrapassar a barreira de vidro é o seu médico. O 39013 usa como disfarce uma máscara que imita o rosto de sua vítima, e vai metodicamente destruindo tudo o que Granville possui.
Quando o filme começa, ele já acabou com uma série de propriedades de Granville. E fixou seu olhar sobre o Centro de Diversões Granville, em que um trio de acrobatas está se exibindo. Os temerários irmãos Gene, Bert e Tiny, os “Daredevils of the Red Circle”, escapam de um atentado planejado pelo 39013, mas o irmão mais novo é ferido no incêndio e mais tarde morre de seus ferimentos. Buscando vingança, os três contratam um detetive para investigar o homem que eles acreditam ser Horace Granville. Através de uma série de armadilhas mortais, e com a ajuda de uma misteriosa figura mascarada, conhecida apenas como "The Red Circle", os aventureiros começam a desvendar a verdade.
No primeiro capítulo, somos apresentados a todos os fatos acima, e até é mostrada a sala secreta dentro da propriedade de Granville, onde 39013 o mantém em uma cela que é a cópia exata daquela em que o foragido foi confinado durante sua sentença. O quarto está lacrado, de forma que, no caso em que 39.013 não retorne, um reservatório de gotejamento secará. Assim, a perda de peso desequilibraria uma balança, fazendo com que as cápsulas de gás mortal caiam no chão, matando Granville em um tempo muito curto. Isso constitui a conhecida fala ouvida na trama: "É melhor esperar que eu continue vivo, Granville".

## Elenco
- Charles Quigley .... Gene Townley, o mergulhador, um dos Daredevils of the Red Circle
- Herman Brix .... Tiny Dawson, o atleta, um dos Daredevils of the Red Circle
- David Sharpe .... Bert Knowles, o escapador, um dos Daredevils of the Red Circle
- Carole Landis .... Blanche Granville, neta de Horace Granville
- Miles Mander .... Horace Granville, millionário filantropo
- Charles Middleton .... '39013' (Harry Crowel), criminoso que escapou da prisão
- C. Montague Shaw .... Malcolm, médico de Horace Granville
- Ben Taggart .... Dixon, gerente de Horace Granville
- William Pagan .... Landon, chefe de polícia
- Corbet Morris .... Klein, capanga de 39013
- Raymond Bailey .... Stanley, secretário de Horace Granville e capanga de 39013
- Snowflake .... Snowflake, servo cômico de Horace Granville
- George Chesebro .... Sheffield, capanga de 39013
- Ray Miller .... Jeff, enfermeiro de Horace Granville
- Robert Winkler .... Sammy Townley, irmão mais novo de Gene
- Stanley Price .... Prof. Selden (não-creditado)
- "Tuffie", o cão
- Monte Montague	 ...	Tom (não-creditado)
- Yakima Canutt	 ...	G-Man (não-creditado)
- Edmund Cobb	 ...	Capataz do campo de petróleo (não-creditado)

## Produção
Daredevils of the Red Circle foi orçado em $126,855 dólares, mas seu custo final foi $126,118. Foi o mais barato seriado da Republic de 1939 e um dos únicos três do pré-guerra a ser feito dentro do orçamento. Os outros dois foram The Fighting Devil Dogs (1938) e Mysterious Doctor Satan (1940).
Foi filmado entre 28 de março e 28 de abril de 1939, e foi o seriado de número 897. Esse foi um dos dois seriados em 12 capítulos realizados pela Republic em 1939; o outro foi Zorro's Fighting Legion. Além desses, a Republic realizou dois seriados de 15 capítulos naquele ano.
Ironicamente, David Sharpe, que geralmente é considerado como um dos maiores dublês nos filmes, teve de ser dublado em cenas de ação por Jimmy Fawcett, porque ele estava em um papel de liderança, e o estúdio não queria correr o risco de eventuais atrasos de produção caso Sharpe se machucasse.
Muitas das cenas do seriado seriam reutilizadas posteriormente pela Republic em seu último seriado, King of the Carnival, em 1955.

## Lançamento

### Cinemas
O lançamento oficial de Daredevils of the Red Circle' foi em 10 de junho de 1939, apesar de, atualmente, essa ser considerada a data da liberação do 6º capítulo.

### Televisão
Nos anos 1950, Daredevils of the Red Circle foi um dos 14 seriados da Republic a serem editados para a televisão, em 6 episódios de 26½ minutos.

## Capítulos
1. The Monstrous Plot (27 min 48s)
2. The Mysterious Friend (16 min 41s)
3. The Executioner (16 min 45s)
4. Sabotage (16 min 38s)
5. The Ray of Death (16 min 39s)
6. Thirty Seconds to Live (16 min 39s)
7. The Flooded Mine (16 min 42s)
8. S.O.S. (16 min 40s)
9. Ladder of Peril (16 min 39s)
10. The Infernal Machine (16 min 36s)
11. The Red Circle Speaks (16 min 39s)
12. Flight to Doom (16 min 40s)

Fonte: